# Elassoma boehlkei
Elassoma boehlkei là một loài cá thuộc họ Elassomatidae. Nó là loài đặc hữu của Hoa Kỳ.